# 出ておいでよ、お嬢さん
「出ておいでよ、お嬢さん」（英語: Eat At Home）は、1971年にポール・マッカートニーが発表した楽曲、および同曲が収録されたシングル。

## 解説
ポール・マッカートニーのセカンド・アルバム『ラム』から日本・ヨーロッパ・オセアニア地域でリリースされたシングルである。。2001年発売のベスト・アルバム『夢の翼〜ヒッツ&ヒストリー〜』には、日本盤ボーナス・トラックとして収録された。カップリング曲「スマイル・アウェイ」も『ラム』収録曲。
マッカートニーのエルヴィス・プレスリー風のボーカルが聞けるポップでストレートなロックンロールナンバーであるが、歌詞は幾分卑猥な内容を含んでいる。

## 収録曲
| #         | タイトル                                | 作詞・作曲                                    | 時間 |
| --------- | --------------------------------------- | --------------------------------------------- | ---- |
| 1.        | 「出ておいでよ、お嬢さん」(Eat At Home) | ポール・マッカートニー リンダ・マッカートニー | 3:25 |
| 2.        | 「スマイル・アウェイ」(Smile Away)      | ポール・マッカートニー                        | 3:53 |
| 合計時間: | 合計時間:                               | 合計時間:                                     | 7:18 |

## 演奏者
- ポール・マッカートニー - ボーカル、バッキング・ボーカル、ベースギター、エレクトリック・ギター
- リンダ・マッカートニー -  バッキング・ボーカル
- デビッド・スピノザ - エレクトリック・ギター (#1)
- ヒュー・マクラッケン - エレクトリック・ギター (#2)
- デニー・シーウェル - ドラムス